# Charles Morris
Charles William Morris (ur. 23 sierpnia 1879 w Hendon, zm. 9 kwietnia 1959 w Shenley) – brytyjski bokser.
W 1908 r. na letnich igrzyskach olimpijskich w Londynie zdobył srebrny medal w wadze piórkowej.